# Alexis Monchovet
Alexis Monchovet (né en 1977) est un journaliste et réalisateur français de films documentaires.

## Biographie
Après des études de journalisme à École de journalisme de Toulouse, Alexis Monchovet, réalise avec Stéphane Marchetti, au sein de Playprod qu'il rejoint en 2005 plusieurs films sur le Proche-Orient et notamment à Gaza. Avec leur film Rafah, chroniques d'une ville dans la bande de Gaza, ils seront récompensés par le prix Albert-Londres en 2008 et par un FIPA d'or en 2007.
En 2012 avec Raphaël Krafft, il se lance dans un tour de France à vélo à l'aube des présidentielles dans le premier webdoc 100% réseaux sociaux, La Campagne à vélo, dont ils tireront un documentaire pour France 2.
En 2014 ils reprennent la route cette fois au Brésil en pleine coupe du monde pour ausculter le pays à un moment charnière de son histoire. Vélo do Brasil sera une série de programmes courts quotidiens et un documentaire pour France 4.
Il a également collaboré avec de nombreux médias tels que Un œil sur la planète (France 2), SBS Dateline ou Al-Jazeera.

## Filmographie
- 2007 : Rafah, chroniques d'une ville dans la bande de Gaza, avec Stéphane Marchetti
- 2010 : Rue Abu Jamil, avec Stéphane Marchetti
- 2012 : La Campagne à vélo, avec Raphaël Krafft
- 2014 : Vélo do Brasil, avec Raphaël Krafft